# Alchemilla suavis
Alchemilla suavis es una especie de planta del género Alchemilla, perteneciente a la familia Rosaceae.

## Taxonomía
Alchemilla suavis fue descrita por Plocek en 1973.

## Distribución
Se encuentra en el territorio de los Cárpatos occidentales.